# Birján
Birján es un pueblo ubicado en el distrito de Pécs, en el condado de Baranya, Hungría.

## Superficie
Posee una superficie de 9,070 kilómetros cuadrados.

## Demografía
Hasta 2024 la población era de 520 habitantes, con una densidad de población de 57,33 habitantes por kilómetro cuadrado.